# 蒙特利尔大学
蒙特利尔大学（法語：Université de Montréal，简称UdeM）是一所以法语为教学语言的加拿大公立大学，位于加拿大魁北克省蒙特利尔市皇家山脚下。蒙特利尔大学於1878年成立，建校初为拉瓦尔大学在蒙特利尔的分校。该校设有13个学院以及2个附属学院——蒙特利尔工程学院和蒙特利尔高等商学院。
蒙特利尔大学主要以法语为教学语言，也有以英语为教学语言课程。研究生项目可以申请用英语完成。蒙特利尔大学拥有魁北克最大以及加拿大第三大的赞助研究收入，亦是加拿大顶尖研究型大学联盟U15的成员之一，超过55,000名学生就读于本科和研究生课程使它成为加拿大学生人数第二多的大学。

## 历史
大学成立于1878年，成立初始是作为拉瓦尔大学于蒙特利尔所设立的分校而存在。直到1919年5月，教皇本笃十五世授予其完全的自主权，自此它成为了一间独立的天主教大学，并开始使用蒙特利尔大学作为其正式校名。

## 校园

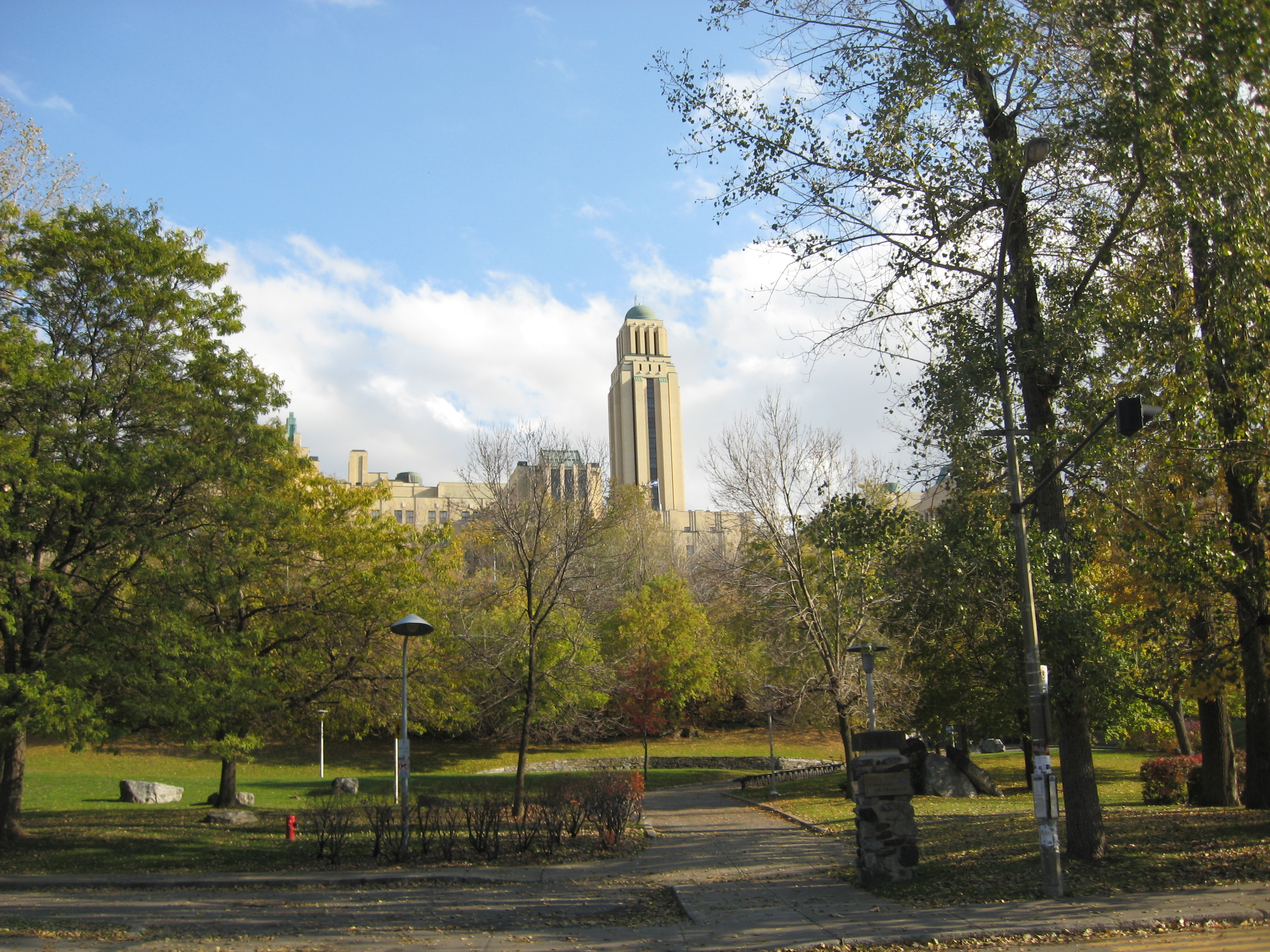
远眺蒙特利尔大学主楼 (Pavillon Roger-Gaudry)

这所大学的主校区位于蒙特利尔市的Outremont（乌特蒙）和葛地尼殊行政区皇家山的北坡。
除了主要的皇家山校区，大学也分别拥有Terrebonne（迭荷本），拉瓦勒，隆格伊，Hyacinthe（耶桑特）和摩丽丝区五个分校区，以及蒙特利尔大学医学中心（Centre hospitalier de l'Université de Montréal）和圣贾斯汀医学中心（Centre hospitalier universitaire Sainte-Justine）两所服务于医学院教学网络的附属医院。

## 附属学校
蒙特利尔高等商学院是蒙特利尔大学的附属商学院，是加拿大第一所专业的管理学院。蒙特利尔工程学院也隶属于蒙特利尔大学，但在管理和财政上享有自治权。

## 学术
蒙特利尔大学是加拿大大学及学院协会（Association des universités et collèges du Canada）和U15大学联盟成员；是加拿大研究实力最强的大学之一。
全国及世界排名：

2020年麦克林全国医学博士型大学排名：11 

2021年泰晤士高等教育世界大学排名：73 

2021年QS世界大学排名：118 

2020年世界大学学术排名：151-200 

2021年美國新聞與世界報導：140 

## 著名校友
- 贾斯汀·特鲁多: 第23任加拿大总理
- 路易斯·艾伯： 国际危机组织主席及首席执行官，前联合国人权事务所高级专员，前加拿大最高法院助理法官
- 勞倫斯·坎農（英语：Lawrence Cannon）: 前任加拿大外交部長
- 伊夫-弗朗索瓦·布蘭謝：現任魁人政團黨領
- 皮埃尔·特鲁多: 第19任加拿大总理
- 梅蘭妮·朱莉: 第16任加拿大外交部長
- 米歇尔·让：加拿大第27任总督
- 罗歇·吉耶曼：1977年诺贝尔生理学或医学奖得主
- 丹尼斯·阿坎德:导演，曾获得奥斯卡最佳外语片奖
- 艾哈迈德·本毕图尔：第12任阿尔及利亚总理